# Хамес Родригес
Хамес Давид Родригес Рубио (на испански: James David Rodríguez Rubio) е колумбийски футболист, играещ като атакуващ халф и крило. Играе за мексиканския Клуб Леон и за колумбийския национален отбор.

## Състезателна кариера

### Реал Мадрид
На 22 юли 2014 г. официалният сайт на Реал Мадрид съобщава, че Хамес Родригес вече е състезател на кралския клуб, а договорът му ще е за 6 години. Според повечето медии трансферът е в размер на 80 млн. евро с годишна заплата от 7 млн. евро. По-късно същия ден футболистът е представен официално пред 45 000 фенове на Сантяго Бернабеу, където подписва своя договор и взима фланелка с номер 10. Неговият трансфер предизвиква истински фурор по целия свят – най-вече в родината му Колумбия – и само за 48 часа след представянето му са продадени 345 хил. фланелки с неговия номер, което възлиза на 26 млн. евро.
В първия си мач на „Сантяго Бернабеу“ Хамес успява да отбележи и първия си гол с екипа на Реал Мадрид. Това става в първия мач между Реал и Атлетико Мадрид за Суперкупата на Испания, завършил 1:1. Хамес повежда отбора си напред в резултата в 81-вата минута, но само 7 минути по-късно гостите успяват да изравнят след ъглов удар. На 20 септември 2014 г. отбелязва и първия си гол за първенството при разгромната победа като гости над отбора на Депортиво Ла Коруня спечелен с 2:8. В същия мач прави и първата си асистенция за първенството, като подава на Кристиано Роналдо за 1:6 в 78 минута на срещата, а три дни по-късно прави и втора асистенция – този път към Гарет Бейл за 1:1 при домакинската победа с 5:1 над отбора на Елче.

## Национален отбор
На световното първенство през 2014 отборът на Колумбия е в група с Гърция, Кот д'Ивоар и Япония. Колумбия минава груповата фаза с актив от 9 точки. В следващата фаза отборът отстранява Уругвай с 2:0, но след това отпада от Бразилия с 2:1. Голмайстор на световното първенство се превръща Хамес със своите 6 попадения.

## Успехи

### Клубни
Енвигадо
- Категория Примера Б: 2007

 Банфийлд
- Аржентинската Примера дивисион: Апертура 2009

 Порто
- Примейра Лига: 2010/11, 2011/12, 2012/13
- Купа на Португалия: 2010/11
- Суперкупа на Португалия: 2010, 2011, 2012
- Лига Европа: 2010/11

 Реал Мадрид
- Примера дивисион: 2016/17
- Шампионска лига: 2015/16, 2016/17
- Суперкупа на Европа: 2014, 2016
- Световно клубно първенство: 2014, 2016

### Индивидуални
- Златна обувка на ФИФА за голмайстор на Мондиал 2014 (6 гола)